# May bruno
Espèce
May bruno est une espèce d'araignées aranéomorphes de la famille des Sparassidae.

## Distribution
Cette espèce est endémique du Cap-du-Nord en Afrique du Sud,.

## Description
La carapace du mâle holotype mesure 9,0 mm sur 7,4 mm et l'abdomen 9,0 mm sur 5,9 mm et la carapace de la femelle paratype mesure 9,8 mm sur 8,1 mm et l'abdomen 10,0 mm sur 6,5 mm.

## Étymologie
Cette espèce est nommée en l'honneur de Bruno May.

## Publication originale
- Jäger, 2006 : Martensopoda gen. nov. from southern Indian mountain ranges, the first genus of huntsman spiders with a cymbial spur (Araneae: Sparassidae: Heteropodinae). Zootaxa, no 1325, p. 335-345.